# Stara Przysieka Pierwsza
Stara Przysieka Pierwsza (prononciation : [ˈstara pʂɨˈɕɛka ˈpjɛrfʂa]) est un village polonais de la gmina de Śmigiel dans le powiat de Kościan de la voïvodie de Grande-Pologne dans le centre-ouest de la Pologne.
Il se situe à environ 9 kilomètres à l'est de Śmigiel (siège de la gmina), à 7 kilomètres au sud de Kościan (siège du powiat) et à 44 kilomètres au sud de Poznań (capitale régionale).
Le village possède une population de 207 habitants en 2011.

## Histoire
De 1975 à 1998, le village faisait partie du territoire de la voïvodie de Leszno.

Depuis 1999, Stara Przysieka Pierwsza est situé dans la voïvodie de Grande-Pologne.